# ARM Cortex-A12
L'ARM Cortex-A12 és un nucli de processador de 32 bits amb llicència d'ARM Holdings que implementa l'arquitectura ARMv7-A. Proporciona fins a 4 nuclis coherents amb la memòria cau. El Cortex-A12 és un successor del Cortex-A9.
ARM va canviar el nom de l'A12 com a variant de Cortex-A17 des de la segona revisió del nucli a principis de 2014, perquè no es poden distingir pel seu rendiment.

## Visió general
ARM afirma que el nucli Cortex-A12 és un 40 per cent més potent que el nucli Cortex-A9. Les noves característiques que no es troben al Cortex-A9 inclouen la virtualització de maquinari i l'adreçament de grans extensions d'adreces físiques (LPAE) de 40 bits. Es va anunciar com un gran suport. LITTLE, però poc després es va anunciar l'ARM Cortex-A17 com la versió actualitzada amb aquesta capacitat.
Les característiques clau del nucli Cortex-A12 són:
- Conducte d'execució superescalar de problemes especulatius fora d'ordre que dona 3,00 DMIPS /MHz/nucli.
- Extensió del conjunt d'instruccions NEON SIMD.
- Unitat de coma flotant VFPv4 d'alt rendiment.
- La codificació del conjunt d'instruccions Thumb-2 redueix la mida dels programes amb poc impacte en el rendiment.
- Extensions de seguretat de TrustZone.
- Controlador de memòria cau L2 (0-8 MB).
- Processament multinucli.
- Extensions d'adreces físiques grans de 40 bits (LPAE) adreçant fins a 1 TB de RAM.
- Suport a la virtualització de maquinari.